# Người Hán
Người Hán (giản thể: 汉人; phồn thể: 漢人; bính âm: hànrén, Hán Việt: Hán nhân; giản thể: 汉族; phồn thể: 漢族; bính âm: hànzú, Hán Việt: Hán tộc) còn gọi là người Hoa, người Tàu, người Trung Quốc, người Trung Hoa, người Hoa Hạ là một nhóm dân tộc và quốc gia Đông Á, có nguồn gốc lịch sử ở thung lũng sông Hoàng Hà của Trung Quốc hiện đại. Họ tạo thành nhóm dân tộc lớn nhất thế giới, chiếm khoảng 18% dân số toàn cầu và bao gồm nhiều nhóm nhỏ khác nhau nói các loại ngôn ngữ Trung Quốc đặc biệt. Ước tính 1,4 tỷ người Hán trên toàn thế giới hầu hết tập trung ở Trung Quốc đại lục, nơi họ chiếm khoảng 92% tổng dân số.  Ở Đài Loan, họ chiếm khoảng 97% dân số. Người gốc Hán cũng chiếm khoảng 75% tổng dân số Singapore.
Người Hán có tổ tiên chung là người Hoa Hạ, xuất phát tên gọi của liên minh ban đầu của các bộ lạc nông nghiệp sống dọc theo sông Hoàng Hà. Thuật ngữ Hoa Hạ đại diện cho liên minh thời đại đồ đá mới của các bộ lạc nông nghiệp, những người định cư dọc theo đồng bằng trung tâm xung quanh giữa và hạ lưu sông Hoàng Hà ở phía bắc Trung Quốc. Các bộ lạc này là tổ tiên của người Hán hiện đại đã khai sinh ra nền văn minh Trung Quốc. Ngoài ra, thuật ngữ Hoa Hạ được sử dụng riêng biệt để đại diện cho một nhóm dân tộc 'văn minh' trái ngược với những người được coi là người man di 'mọi rợ' xung quanh họ.
Người Hán liên kết cùng với một lịch sử chung sống trên một lãnh thổ của tổ tiên cổ xưa, bắt nguồn sâu xa với nhiều truyền thống văn hóa và phong tục khác nhau. Các bộ lạc Hoa Hạ ở miền bắc Trung Quốc đã trải qua công cuộc xâm lấn và sự mở rộng liên tục xuống miền Nam Trung Quốc nơi là lãnh thỗ sinh sống của những tộc người Bách Việt trong hai thiên niên kỷ qua. Văn hóa Hoa Hạ lan rộng về phía nam từ vùng trung tâm của nó trong lưu vực sông Hoàng Hà, tiếp thu nhiều nhóm dân tộc không phải người Trung Quốc đã dần bị Hán hóa trong nhiều thế kỷ tại các điểm khác nhau trong lịch sử Trung Quốc.
Thuật ngữ người Hán xuất hiện lần đầu vào thời Nam Bắc Triều để phân biệt với năm nhóm du mục từ phương Bắc tràn xuống, đây là tên gọi lấy cảm hứng từ nhà Hán triều đại được coi là một trong những triều đại vĩ đại đầu tiên trong lịch sử Trung Quốc, vì nó khiến Trung Quốc trở thành cường quốc khu vực Đông Á và tăng cường phần lớn ảnh hưởng của nó đối với các nước láng giềng trong khi cạnh tranh với Đế quốc La Mã về dân số và địa lý. Uy tín và sự nổi bật của nhà Hán đã ảnh hưởng đến nhiều người Hoa Hạ cổ đại bắt đầu tự nhận mình là "Dân tộc Hán". Cho đến ngày nay, người Hán đã lấy tên dân tộc của họ từ triều đại này và chữ viết của Trung Quốc được gọi là "chữ Hán".

## Thuật ngữ và từ nguyên

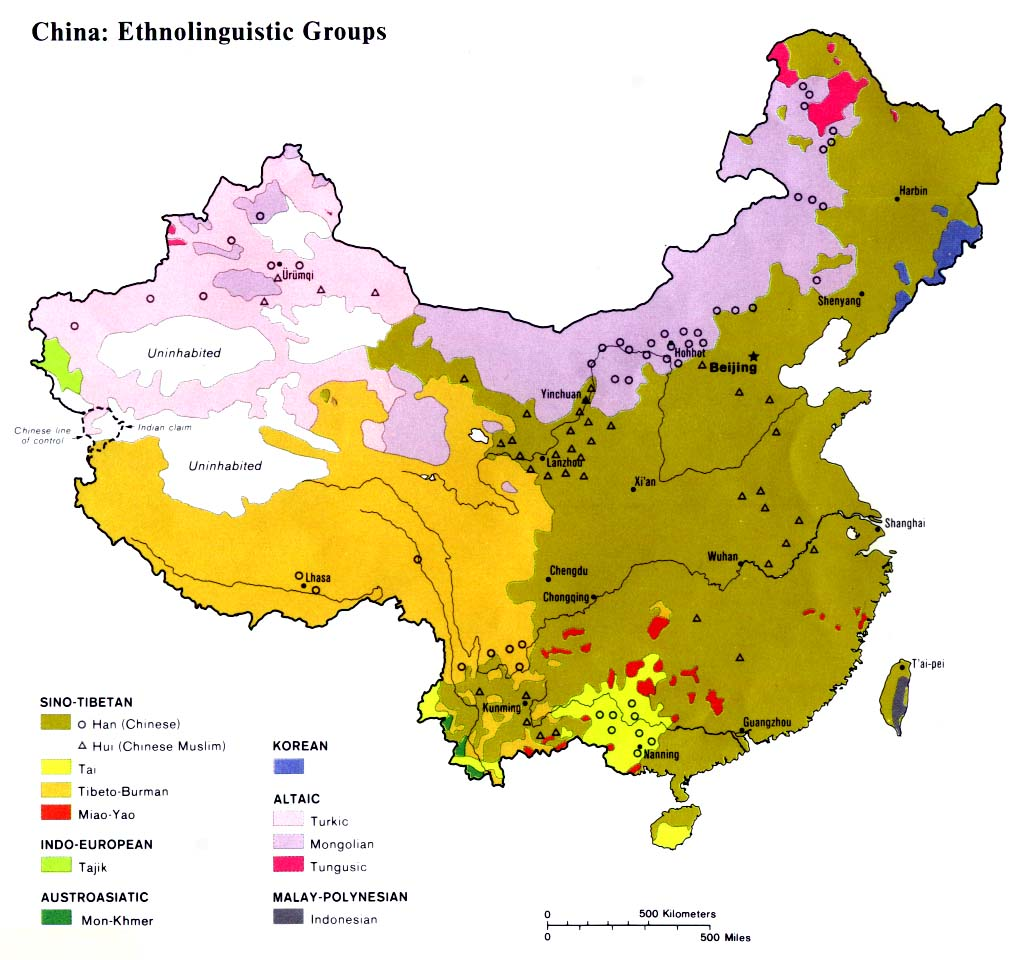
Bản đồ các nhóm ngôn ngữ dân tộc ở Trung Hoa (người Hán được bôi màu nâu gỗ)

(cũng là Hán bản thổ/ bản độ/ bẩn địa)
Tên gọi "Hán" này xuất phát từ nhà Hán vốn để chỉ tộc người Hoa Hạ (Sinitic) có gốc tại thung lũng sông Hoàng Hà mà nay là dân tộc chính và đa số của Trung Quốc. Tên "Hán" thời nhà Hán chỉ chung về quốc tịch của công dân Đế quốc Hán, sau này nó có nghĩa về sắc tộc như nay từ thời Nam Bắc Triều để phân biệt với năm nhóm du mục từ phương Bắc tràn xuống. Một triều đại kế tiếp của nhà Tần tồn tại trong thời gian ngắn và đã thống nhất Trung Quốc. Chính trong thời kỳ nhà Tần và nhà Hán thì các bộ lạc của Trung Hoa đã bắt đầu cảm thấy rằng họ thuộc về cùng một nhóm dân tộc, so với các dân tộc khác xung quanh họ. Ngoài ra, nhà Hán đã được xem là đỉnh điểm của nền văn minh Trung Hoa, có khả năng mở rộng sức mạnh và ảnh hưởng đến Trung Á và Đông Á và có thể so sánh ngang hàng với Đế quốc La Mã về dân số và lãnh thổ.
Trong một số người Hán ở phương Nam, một thuật ngữ khác tồn tại trong nhiều ngôn ngữ khác nhau như tiếng Quảng Đông và tiếng Hẹ và tiếng Triều Châu, thì thuật ngữ "Đường nhân" (Tángrén 唐人, có nghĩa là "người Đường"), tiếng Việt trước đây ở Nam bộ gọi người gốc Hoa là "Thoòng dzằn". Thuật ngữ này xuất phát từ một triều đại khác của Trung Quốc là nhà Đường vốn xem là một đỉnh cao văn minh khác của nền văn minh Trung Hoa. Thuật ngữ này vẫn còn tồn tại trong một số tên gọi mà người Hán dùng để đặt cho phố Tàu: 唐人街 (Tángrénjiē), có nghĩa "Phố của người Đường".
Một thuật ngữ khác thường được dùng bởi Hoa kiều hải ngoại là "Hoa nhân" (giản thể: 华人; phồn thể: 華人; bính âm: huárén), xuất phát từ "Trung Hoa" (giản thể: 中华; phồn thể: 中華; bính âm: zhōnghuá), một tên chữ của Trung Quốc. Thuật ngữ Hán thì thường được người Hán ở Trung Quốc đại lục, Đài Loan và người gốc Hán ở nước ngoài sử dụng để chỉ những gì thuộc về văn hóa và dân tộc của mình.

## Phân bố

### Trung Quốc đại lục
Có 1.2 tỷ người Hán sống ở nước Cộng hòa Nhân dân Trung Hoa, chiếm 92% tống dân số. Tại nước này, người Hán cũng là dân tộc chiếm đa số tại các tỉnh, khu tự trị, ngoại trừ tại khu tự trị Tân Cương (chỉ 41% năm 2000) và Tây Tạng (6% năm 2000). Có 95% dân Hồng Kông là người Hán, tại Ma Cao là 96%.

### Đài Loan
22 triệu người Hán tại Đài Loan. Người Hán bắt đầu di cư ra Đài Loan từ thế kỷ 17.
Lúc đầu, các di dân này chọn sống tại các vùng vốn đã có người cùng quê. Di dân gốc Hán Mân Việt Phúc Kiến vốn từ ở Quảng Châu định cư tại vùng ven biển, trong khi di dân từ Chương Châu thì sống vùng đồng bằng sâu trong lòng đảo, người Hán Khách Gia thì định cư ở vùng đồi núi. Mâu thuẫn tranh giành của những nhóm người này xung quanh sở hữu đất, nước và khác biệt về văn hóa dẫn tới việc tái định cư một số cộng đồng, và theo thời gian hôn phối và đồng hóa diễn ra. Nghiên cứu gần đây chỉ ra dân Đài Loan đa số có dòng máu pha trộn người Hán và người bản địa.

### Hải ngoại
Có khoảng 40 triệu Hoa kiều khắp nơi trên thế giới. Trong đó gần 30 triệu sống tại Đông Nam Á. Tỷ lệ Người Hán trên dân số như sau: Singapore 74%. Đảo Giáng Sinh, Úc 70%. Malaysia (25%), Thái Lan (14%), Indonesia, và Philippines. Có 3 triệu người gốc Trung Quốc sống tại Hoa Kỳ, chiếm 1% dân số, hơn 1 triệu tại Canada (3,7%), 1.3 triệu tại Peru (4,3%), hơn 600.000 tại Úc (3,5%), gần 150.000 tại New Zealand (3,7%) và khoảng 750.000 tại châu Phi.